# Espresso (델리스파이스의 음반)
《Espresso》(에스프레소)는 델리스파이스의 다섯 번째 정규 앨범이다. 모두 12곡이 수록되어 있고, 타이틀 곡인 6번 트랙의 "고백"은 영화 《클래식》에 삽입되었다.

## 수록곡
1. 노인구국 결사대
2. 날개 달린 소년
3. 어린 나의 왕자에게
4. 키치죠지의 검은 고양이
5. 별빛 속에
6. 고백
7. 우주로 보내진 라이카
8. 숨겨진 보석
9. 환상특급
10. 저도 어른이거든요
11. 처음으로 우산을 잃어버렸어요
12. Quicksand